# Sistema Biobolsa
Sistema Biobolsa (официальное название — Buen Manejo del Campo) — мексиканское социальное предприятие, которое разрабатывает, производит, устанавливает и обслуживает небольшие и доступные по цене системы переработки сельскохозяйственных отходов в богатый метаном биогаз и органические удобрения (методом метанового брожения). С помощью своих систем компания решает экологические проблемы, улучшает санитарию в крестьянских хозяйствах, сокращает выбросы парниковых газов, помогает мелким фермерам стать энергонезависимыми и бороться с бедностью, сохраняет от вырубки леса, а источники воды и почвы — от загрязнения. Sistema Biobolsa работает в более чем 20 мексиканских штатах, а также в Никарагуа, Гондурасе, Коста-Рике и Гаити. Компания основана в 2010 году, в январе 2011 года начала коммерческие операции, в 2012 году начала сотрудничество с Kiva в сфере выдачи займов, в 2013 году установила первую тысячу систем.
Sistema Biobolsa выпускает как устройства, рассчитанные на переработку больших объёмов отходов животноводства, так и компактные модульные туалеты, способные перерабатывать человеческие экскременты. Органические удобрения используются для выращивания зерновых и технических культур, а биогаз — для приготовления пищи, обогрева помещений и производства электричества. Кроме обслуживания своих систем, компания помогает с получением беспроцентного кредита на покупку оборудования и обучает фермеров своим технологиям. С помощью специальной благотворительной программы партнёры Sistema Biobolsa покупают системы за свои деньги и дарят их наиболее бедным фермерам и кооперативам Латинской Америки.
Штаб-квартира Sistema Biobolsa расположена в Мехико, региональный офис — в Сан-Мартин-Тесмелукан-де-Лабастида, производственные мощности — в Толука-де-Лердо.    